# Бумор (пік)
42°14′06″ пн. ш. 1°08′05″ сх. д. / 42.2350097134° пн. ш. 1.13468387277° сх. д.
Пік Бумор — це гора в Каталонії 2077,2 м, яка розташована у муніципалітеті Конка-де-Дальт, у Пальярс-Жусса. Це найвища вершина гірського масиву Буморт. На вершині можна знайти тригонометричний пункт з номером 264085001. Вершина входить до списку 100 вершин Федераціо д'Ентітатс Екскурсійників Каталонії (FEEC).

## Маршрут на вершину Бумор від притулку Бумор
З притулку Бумор (1881 м) вам потрібно пройти трасою, яка піднімається на гору в напрямку E і досягає шиї (1984 м). Там віха і металева огорожа. Від горловини вам потрібно спуститися в напрямку E навколо огорожі, поки не досягнете області, відомої як «Pletius de la Creueta» (1970 м.), як великі луки, де є двері, через які можна перетнути металеву огорожу. Ви повинні перетнути огорожу та йти стежкою, яка спочатку піднімається в північно-західному напрямку, потім у північному напрямку і, нарешті, досягає вершини. Вершина є привілейованим краєвидом на Перед-Піренеї та Піренеї.